# Südafrikanische Rugby-League-Nationalmannschaft
Die südafrikanische Rugby-League-Nationalmannschaft, auch bekannt unter ihrem Spitznamen Rhinos, vertritt Südafrika auf internationaler Ebene in der Sportart Rugby League. 1995 und 2000 nahm das Team an der Rugby-League-Weltmeisterschaft teil.

## Geschichte
Rugby League wurde in den 1950er Jahren von den Briten in Südafrika eingeführt, konnte dort jedoch nie auch nur ansatzweise die Popularität von Rugby Union erreichen. Bis in die 1990er traten die Rhinos nur sehr unregelmäßig an. Im Zuge der Expansion der Rugby-League-Weltmeisterschaft trat das Team 1995 erstmals bei einem WM-Turnier an, war jedoch in keinem Spiel wirklich konkurrenzfähig und schied ohne Punkt in der Vorrunde aus. Dieses Schicksal widerfuhr den Rhinos auch bei ihrem zweiten WM-Auftritt im Jahr 2000. Seitdem nahm das Team an keiner Endrunde mehr teil, in den RLIF World Rankings zählt Südafrika mittlerweile zu den Schlusslichtern.